# الألعاب العالمية الصيفية للأولمبياد الخاص 2015
الألعاب العالمية الصيفية للأولمبياد الخاص 2015 هو حدث رياضي سيقام في لوس أنجلوس في الفترة بين 25 يوليو وحتى 2 أغسطس 2015.
ستكون هذه هي المرة الأولى التي تقام فيها الألعاب العالمية الصيفية للأولمبياد الخاص في الولايات المتحدة منذ 16 عامًا. من المتوقع أن تجذب هذه الألعاب قرابة 30000 متطوع.

## نظرة عامة
بمشاركة 6,500 رياضي من 165 دولة بالإضافة إلى 2,000 مدرب و30,000 متطوع، وبحضور متوقع يقدر بـ500,000 متفرج، ستقام الألعاب العالمية الصيفية للأولمبياد الخاص 2015 في الفترة بين 25 يوليو و2 أغسطس 2015 والتي تمثل أكبر حدث رياضي وإنساني في ذلك العام. ستضم الألعاب 26 لعبة مختلفة.

## حفل الافتتاح
سيقام حفل افتتاح الألعاب العالمية الصيفية للأولمبياد الخاص 2015 في لوس أنجلوس يوم 25 يوليو في مدرج لوس أنجلوس التذكاري.

### زوار مميزون
- ميشيل أوباما
- جيمي كاميل
- آفريل لافين
- إيفا لانغوريا
- غريغ لوغانيس
- ستيفاني مكمان
- ياو مينغ
- مايكل فيلبس
- كودي سيمبسون
- نيكول شيرزينغر

## الدول المشاركة
| الدول المشاركة في الألعاب العالمية الصيفية للأولمبياد الخاص 2015 |
| --- |
| - أفغانستان - ألبانيا - الجزائر - ساموا الأمريكية - الأرجنتين - أرمينيا - أروبا - أستراليا - النمسا - أذربيجان - جزر البهاما - البحرين - بنغلاديش - باربادوس - بيلاروس - بلجيكا - بليز - بنين - بوتان - بوليفيا - بونير - البوسنة والهرسك - بوتسوانا - البرازيل - بروناي - بلغاريا - بوركينا فاسو - كمبوديا - كندا - جزر كايمان - تشيلي - الصين - تايوان - كولومبيا - كوستاريكا - كرواتيا - كوبا - كوراساو - قبرص - جمهورية التشيك - جمهورية الكونغو الديمقراطية - الدنمارك - دومينيكا - جمهورية الدومينيكان - الإكوادور - مصر - السلفادور - إستونيا - جزر فارو - فيجي - فنلندا - فرنسا - جورجيا - ألمانيا - غانا - جبل طارق - بريطانيا العظمى - اليونان - غواتيمالا - غيانا - هندوراس - هونغ كونغ - المجر - آيسلندا - الهند - إندونيسيا - إيران - العراق - أيرلندا - جزيرة مان - إسرائيل - إيطاليا - ساحل العاج - جامايكا - اليابان - الأردن - كازاخستان - كينيا - كوريا الجنوبية - كوسوفو - قرغيزستان - لاوس - لاتفيا - لبنان - ليبيا - ليختنشتاين - ليتوانيا - لوكسمبورغ - ماكاو - مقدونيا - مالاوي - ماليزيا - مالي - مالطا - موريشيوس - المكسيك - مولدوفا - موناكو - منغوليا - الجبل الأسود - المغرب - بورما - ناميبيا - نيبال - هولندا - نيوزيلندا - نيكاراغوا - نيجيريا - النرويج - باكستان - فلسطين - بنما - بابوا غينيا الجديدة - باراغواي - بيرو - الفلبين - بولندا - البرتغال - بورتوريكو - قطر - رومانيا - روسيا - رواندا - ساموا - سان مارينو - السعودية - السنغال - صربيا - سيشل - سنغافورة - سلوفاكيا - سلوفينيا - جنوب إفريقيا - إسبانيا - سريلانكا - سانت كيتس ونيفيس - سانت لوسيا - سانت فينسنت والغرينادين - سورينام - إسواتيني - السويد - سويسرا - سوريا - طاجيكستان - تنزانيا - تايلاند - تيمور الشرقية - توغو - تونغا - ترينيداد وتوباغو - تونس - تركيا - تركمانستان - أوغندا - أوكرانيا - الإمارات العربية المتحدة - الولايات المتحدة - الأوروغواي - جزر العذراء الأمريكية - أوزبكستان - فنزويلا - فيتنام - زامبيا - زيمبابوي |